# Marovo
Marovo é uma ilha da província Ocidental das Ilhas Salomão.